# Trigonostemon laevigatus
Trigonostemon laevigatus är en törelväxtart som beskrevs av Johannes Müller Argoviensis. Trigonostemon laevigatus ingår i släktet Trigonostemon och familjen törelväxter. Inga underarter finns listade i Catalogue of Life.